# کلمه جب (روستا)
 کلمه جب  (در عربی:  کلمه الجُبّ )
نام روستایی است در دهستان الَمغلاف از توابع استان جَوف در کشور یمن در شبه جزیره عربستان.

## جمعیت
جمعیت آن (۷۰ ) نفر (۷ خانوار) می‌باشد.